# De Re Militari

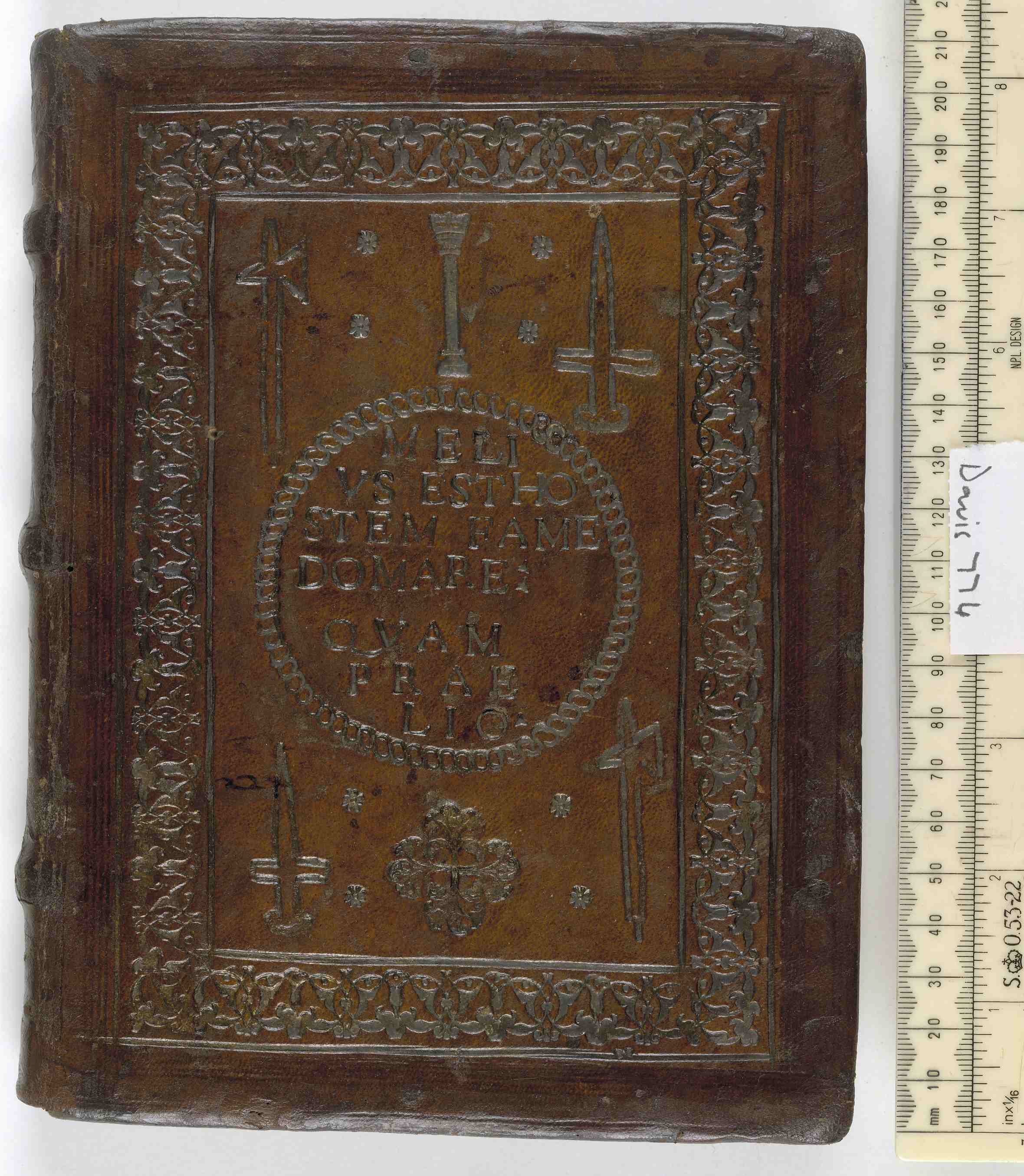
Exemplar duma edição de 1494 do De Re Militari com capa do século XVI

De Re Militari ("Acerca de Assuntos Militares" em latim), também conhecido como Epitoma Rei Militaris, é um tratado da autoria do escritor romano Flávio Vegécio, originalmente escrito em latim tardio, sobre ciência da guerra e princípios militares, apresentando os métodos e práticas em uso durante o auge do poderio romano. O texto mais antigo atualmente existente data do século V.
O autor discorre sobre coisas como, por exemplo, o treino de soldados como uma força disciplinada, estratégia ordenada, manutenção de linhas de abastecimento e logística, liderança de qualidade e o uso de táticas e mesmo engano para assegurar vantagem sobre o inimigo. Vegécio salienta a importância da seleção de bons soldados e recomenda treinos duros de, pelo menos, quatro meses antes dum soldado ser aceite no exército. O comandante do exército (duque) deveria cuidar dos homens sob o seu comando e manter-se informado acerca dos movimentos do inimigo para ganhar vantagem em batalha.
O De Re Militari tornou-se um guia militar na Idade Média e, até depois da introdução da pólvora na Europa, era seguido como manual e guia de campo para métodos por oficiais generais e os seus subalternos. Era costume dar como presente cópias ornamentadas aos amigos e superiores. Manteve-se como uma fonte para política e estratégia na maior parte dos estados mais importantes da Europa até aos séculos XVIII e XIX. Nesse sentido, a obra é uma projeção da civilização romana até aos tempos modernos e uma continuação da sua influência nos descendentes culturais de Roma.